# علي الشعالي
علي الشعالي، شاعر، وناشر، وناشط ثقافي إماراتي.
أصدر العديد من  المجموعات الشعرية منها "نحلة وربابة"، و"وجوه وأخرى متعبة"، و"للأرض روح واحدة"، و"دلّوني على الكهف"، "العشب يشبهنا والغيم". كما صدرت له رواية بعنوان: "الحيّ الحيّ"، ومقالات وتأملات في الكتابة والنشر بعنوان "حجرات ذات نوافذ".
وصلت أعماله للقائمة الطويلة لـجائزة الشيخ زايد للكتاب. كما حازت إحدى روايته على جائزة العويس للإبداع الأدبي، وتُرجمت أعماله إلى لغات عدة، منها الإنجليزية، الإسبانية، التركية والكورية.
كما أنه جامع أعمال فنية، وله مشاركات في معارض وندوات للخط العربي والفن التشكيلي، وناشط في عدة مؤسسات ولجان ثقافية منها: اتحاد كتاب وأدباء الإمارات، حيث قدّمَ وأدار العديد من الندوات والجلسات الحوارية حول موضوعات معرفية متنوعة في معارض الكتاب وعبر وسائل الإعلام، وله العديد من المشاركات في أمسيات ومهرجانات أدبية على الصعيد المحلي والإقليمي واللدولي.
أسّس الشعالي دار الهدهد للنشر والتوزيع عام 2011، المتضمنة دار الهدهد للأطفال والناشئة، ودار اللوهة للكبار، ومكتبة فلامنجو.

## المسيرة الدراسية
حصل الشعالي على درجة البكالوريوس في الهندسة المدنية من "جامعة الإمارات العربية المتحدة"، وشهادة الماجستير في إدارة المشاريع من "جامعة جورج واشنطن"، كما أنه خرّيج برنامج محمد بن راشد لإعداد القادة، بالتعاون مع جامعة هارفرد، وحاصل على شهادة المدرّب المعتمد في مجال التطوير والتدريب، معتمدة من هيئة المعرفة والتنمية البشرية في دبي، إضافة إلى اجتيازه أكثر من 150 دورة تدريبية.

## أعماله
للشعالي عدة مؤلفات: 
- "نحلة وربابة" (مجموعة شعرية) 2003

- "وجوه وأخرى متعبة" (مجموعة شعرية) 2009
- "للأرض روح واحدة" (مجموعة شعرية) 2013
- "الحيّ الحيّ" (رواية) 2019
- "دلّوني على الكهف" (مجموعة شعرية) 2022
- "حجرات ذات نوافذ" (مقالات وتأملات) 2023
- "العشب يشبهنا والغيم" (مجموعة شعرية) 2023

## المسيرة المهنية
شغل الشعالي أدواراً مهنية عديدة، منها:
- مهندس مدني - صيانة ومشروعات، مؤسسة الإمارات للاتصالات - اتصالات
- مدير مشاريع - التطوير العقاري، دبي للعقارات - مجموعة دبي القابضة
- مدير إدارة النشر والترجمة، ثم مدير إدارة أول لإنتاج المعرفة، مؤسسة محمد بن راشد آل مكتوم للمعرفة
- المدير التنفيذي – مهرجان دبي الدولي للشعر
- وكيل الوزارة المكلّف المساعد لقطاع الثقافة والفنون، ومستشار في وزارة الثقافة والشباب في دولة الإمارات العربية المتحدة
- نائب رئيس مجلس إدارة جمعية الناشرين الإماراتيين[8]
- عضو مجلس إدارة ندوة الثقافة والعلوم
- عضو مجلس إدارة مبادرة "1971" الصادرة عن مكتب ولي عهد دبي.
- رئيس اللجنة الاستشارية – مؤتمر أبوظبي للترجمة
- عضو اللجنة الاستشارية – كلية الآداب في جامعة الشارقة
- عضو اللجنة الثقافية – اتحاد كتاب وأدباء الإمارات
- عضو استشاري وتنفيذي – برنامج معرفة بلا حدود – الشارقة
- عضو اللجنة الاستشارية – مهرجان طيران الإمارات للآداب – دبي
- ضيف مؤسس – برنامج: " في حضرة الكتاب " – تلفزيون الشارقة
- عضو اللجنة الاستشارية في مجلة بيت الشعر
- عضو هيئة تحرير مجلة "قاف" الصادرة عن اتحاد كتاب وأدباء الإمارات
- مدرب معتمد – برنامج حمدان بن محمد للتدريب الشخصي للطلاب
- عضو جمعية حماية اللغة العربية – الإمارات العربية المتحدة

## روابط خارجية
لقاء مع علي الشعالي ضمن برنامج وجوه ثقافية
لقاء مع علي الشعالي ضمن برنامج إشراقة